# Diamond Dixon
Diamond Brittany Dixon, ameriška atletinja, * 29. junij 1992, El Paso, Teksas, ZDA.
Nastopila je na poletnih olimpijskih igrah leta 2012 in osvojila naslov olimpijske prvakinje v štafeti 4×400 m.